# James Tissot

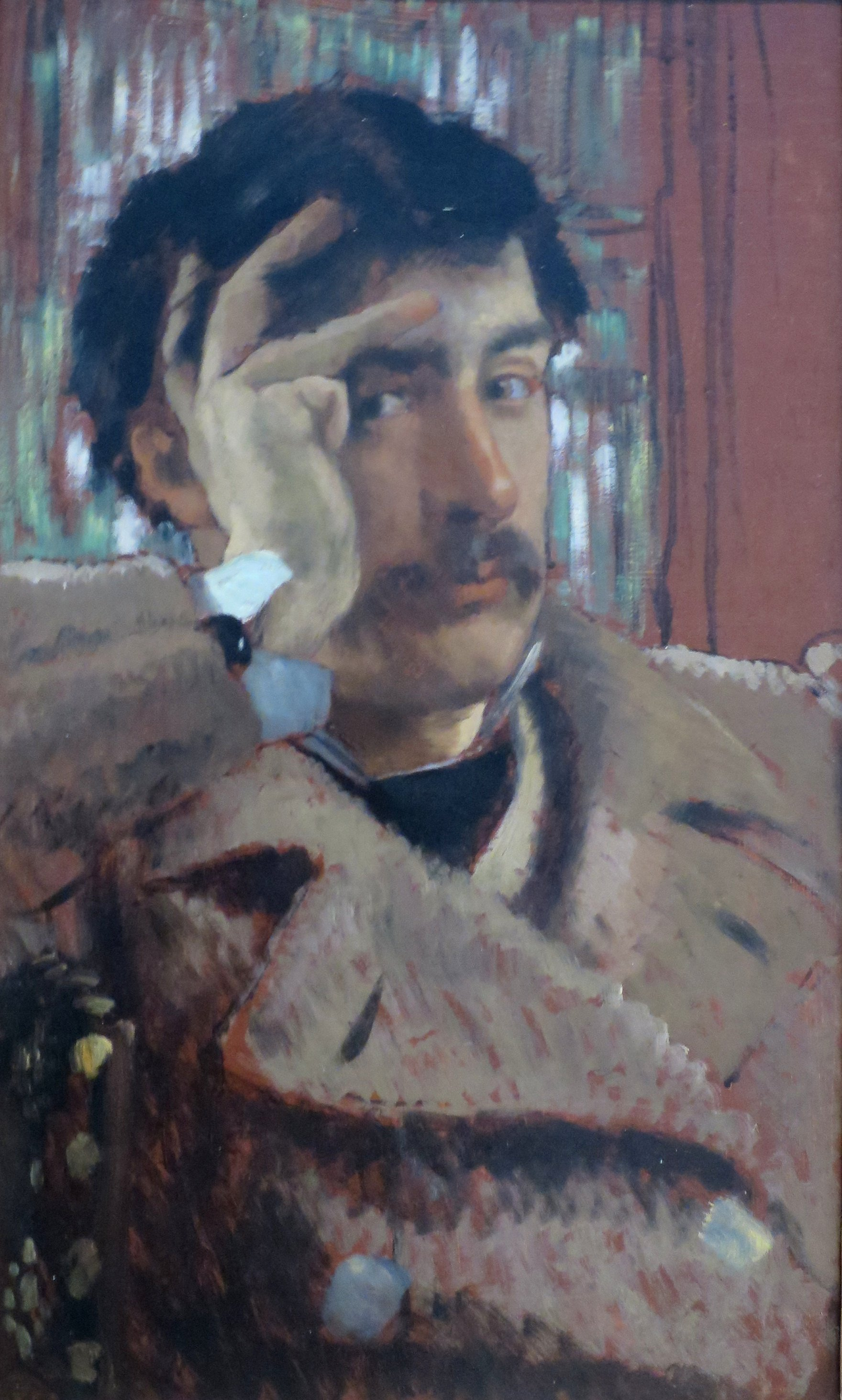
James Tissot, Autoportret (1865)

Jacques-Joseph Tissot - numit James Tissot (n. 15 octombrie 1836, Nantes, Monarhia din Iulie – d. 8 august 1902, Chenecey-Buillon⁠(d), Franche-Comté⁠(d), Franța) a fost un pictor și gravor francez care și-a petrecut o parte din viață în Anglia, unde era apreciat ca pictor al înaltei societăți din epoca victoriană.